# Phoebe tenuifolia
Phoebe tenuifolia är en lagerväxtart som beskrevs av Kostermans. Phoebe tenuifolia ingår i släktet Phoebe och familjen lagerväxter. Inga underarter finns listade i Catalogue of Life.